# Mörk åkerskivling
Mörk åkerskivling (Agrocybe erebia) är en svampart som först beskrevs av Elias Fries, och fick sitt nu gällande namn av Kühner ex Singer 1939. Mörk åkerskivling ingår i släktet marktofsskivlingar och familjen Strophariaceae.  Arten är reproducerande i Sverige. Inga underarter finns listade i Catalogue of Life.